# استان خوزه مانوئل پاندو
استان خوزه مانوئل پاندو (به اسپانیایی: Provincia del General José Manuel Pando) یکی از استان‌های بولیوی در بولیوی است که در شهرستان لاپاز (بولیوی) واقع شده‌است. استان خوزه مانوئل پاندو ۱٬۹۷۶ کیلومتر مربع مساحت و ۷٬۳۸۱ نفر جمعیت دارد و ۳٬۸۹۳ متر بالاتر از سطح دریا واقع شده‌است.